# برشاوشان أمريكي
برشاوشان أمريكي (الاسم العلمي:Adiantum americanum) هو نوع غير مؤكد من النباتات يتبع جنس البرشاوشان من الفصيلة الديشارية.